# Philagra grahami
Philagra grahami är en insektsart som beskrevs av Metcalf och James Heathman Horton 1934. Philagra grahami ingår i släktet Philagra och familjen spottstritar. Inga underarter finns listade i Catalogue of Life.